# Trentepohlia festivipennis
Trentepohlia festivipennis är en tvåvingeart som beskrevs av Edwards 1928. Trentepohlia festivipennis ingår i släktet Trentepohlia och familjen småharkrankar. Inga underarter finns listade i Catalogue of Life.